# Eulàlia Solé i Olivart
Eulàlia Solé i Olivart (Barcelona, 1 d'abril de 1946) és una pianista catalana.

## Estudis
Nascuda en el si d'una família amb tradició musical molt arrelada, ingressa al Conservatori Superior de Música de Barcelona, on cursa l'especialitat de piano amb Pere Vallribera. La seva activitat com a intèrpret comença a 14 anys oferint el seu primer recital. L'any següent interpreta les Variacions simfòniques de César Franck i el Concert per a piano núm. 3 de Beethoven. Viatja a París per a estudiar durant tres anys amb Christiane Sénart. En tornar a Barcelona, amb una formació tècnica més sòlida, reprèn la seva activitat concertística. Estudia, a més, amb Alícia de Larrocha (Barcelona) i Wilhelm Kempff, a Positano (Itàlia). Resideix un any a Florència convidada per Maria Tipo i es diploma en el Conservatori Luigi Cherubini. Torna a París on obté el Diploma Europeu del Conservatoire Européen amb el primer premi unànime del jurat.
Aquesta formació i la seva trajectòria han fet que se la inclogui dins del grup de músics seguidors de l'anomenada escola catalana de piano.

## Orquestres i directors
Des d'aleshores ha actuat en les principals sales de concerts tant espanyoles com internacionals. Inicia la seva carrera internacional al Carnegie Hall de Nova York (1980), tot seguint a Puerto Rico, França, Itàlia, Bèlgica, Txecoslovàquia i altres països, en recitals de piano sol, cambra i orquestra. Ha col·laborat amb l'Orquestra Nacional d'Espanya, l'Orquestra Ciutat de Barcelona, l'Orquestra de Càmera d'Holanda, l'Orquestra de Manheim (Alemanya), l'Orquestra Saint Smith Square de Londres, la London Sinfonieta, l'Orquestra de Bratislàvia (Txecolosvàquia), actuant amb directors com Antoni Ros-Marbà, Franz-Paul Decker, Rafael Ferrer, Maximiano Valdés, John Lubbock, Stanislav Skrowaczewski, Vladislav Czarnecki, Mariss Jansons i Yves Prin, entre d'altres.
Igualment, ha participat en festivals internacionals de música com el Festival de Granada, el Festival del Castell de Peralada, la Quincena Musical de San Sebastián, el Festival Internacional de Música de Cadaqués, o el Festival Casals de Puerto Rico.

## Repertori
Ha realitzat enregistraments per a la ràdio i la televisió de diversos països i editat discos i CD's. El seu repertori és molt ampli, abastant tots els estils. Demostra un clar interès cap a la música contemporània, havent estrenat i editat obres de Ramón Barce, Josep Soler, Carlos Cruz de Castro i Joan Guinjoan, entre molts compositors d'avantguarda que, en moltes ocasions, li han dedicat les seves composicions. L'èxit de la seva interpretació de les Variacions Goldberg de J.S. Bach (recentment enregistrades), per encàrrec del Festival Internacional de Música de Peralada, va propiciar que aquest festival la convidés novament, en dos anys consecutius, per interpretar els dos llibres de El clavecí ben temperat, del mateix autor, coincidint la segona programació amb l'Any Bach.

## Tasca docent
En l'actualitat compagina la seva carrera d'intèrpret i concertista amb una important labor com a docent. És professora de piano de l'Escola Superior de Música de Catalunya (ESMUC). Anteriorment, havia estat la Cap del Departament de Piano del Conservatori Professional de Música de Badalona.